# Ruppertzaint
Ruppertzaint ist ein Gemeindeteil der Stadt Arnstein im unterfränkischen Landkreis Main-Spessart in Bayern.

## Geographie

### Lage
Der Weiler Ruppertzaint liegt in der Gemarkung Gänheim etwa zwei Kilometer nordöstlich dieses Ortes und im östlichen Teil des Landkreises Main-Spessart. Als landwirtschaftliches Gut ist es umgeben von Ackerflächen und Wiesen und hat insgesamt eine Grundstücksfläche von etwa 120 ha, davon acht ha Wald.

### Naturraum
Der Ort liegt in der naturräumlichen Einheit der Heßlarer Hochfläche, die zu den Wern-Lauer-Platten gehört. Unmittelbar südlich schließt sich die Einheit des Werngrundes an. Westlich des Ortes verläuft der Bach Hörleinsgraben, der als begradigter Graben der Zufahrtsstraße folgt und zur Bewässerung der landwirtschaftlichen Flächen genutzt wird.

## Geschichte
Seit 1286 ist Ruppertzaint als Ruprechtsshayn beurkundet. In den folgenden Jahrhunderten finden sich weitere Belege als Rumpteshayn oder Rupperzehn, noch bis 1575 als Einzelhof. Einer Urkunde von 1594 zufolge war es im Besitz der Ritter von Seckendorff und hatte das Hutrecht in der Gemarkung Gänheim.
Vermutlich aufgrund von Realteilung und wechselnden Besitzverhältnissen entwickelte sich der Ort in der Folgezeit zu einem Weiler. Im Jahre 1911 wurde in Ruppertzaint die Wasserleitung gebaut, und seit 1948 ist es an Stromversorgung angeschlossen. Einer der Ruppertzainter Höfe wurde 1984 von der neuen religiösen Bewegung Universelles Leben erworben, die dort seitdem biologischen Landbau betreibt.